# 이그젝트 사이언스

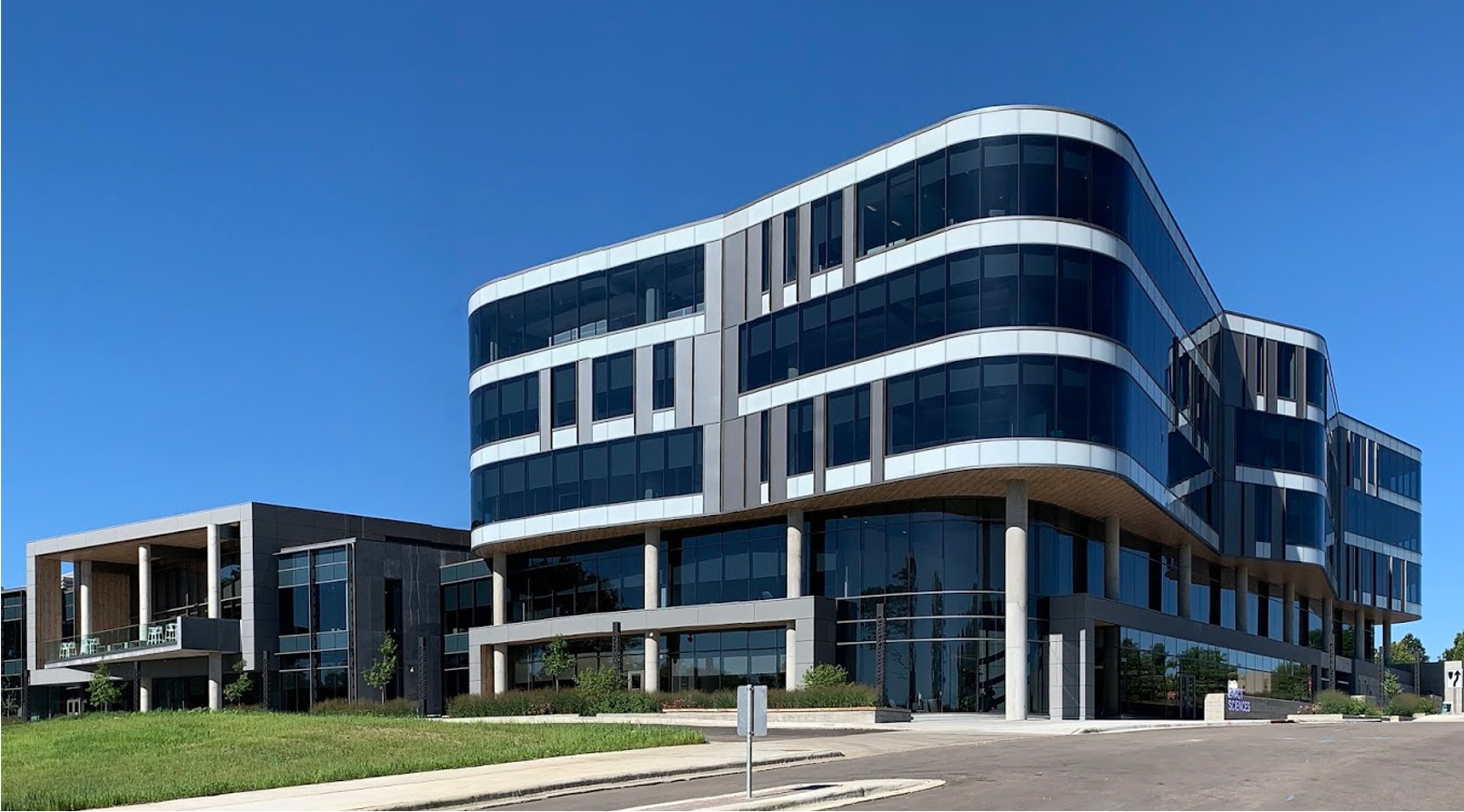

이그젝트 사이언스(Exact Sciences Corp.)는 대장암 조기 발견 및 예방에 초점을 둔 분자 진단 회사이다. Exact Sciences Corp.은 대변을 이용하여 대장암을 진단하는 DNA 검사인 Cologuard를 2014년에 출시했다. 이 회사는 1995년 매사추세츠주 말보로에서 설립되었고 현재는 위스콘신 매디슨에 본사가 있다.

## 역사
2001년 1월, 이 회사는 NASDAQ에서 상장 되었다. [9] [10] [11]
2009년 3월 Kevin Conroy는 Exact Sciences에 CEO 겸 사장으로 취임하였다. [12]
2009년 6월 Exact Sciences와 Mayo Clinic은 상호 협력 및 라이센스 계약을 체결하였다. [13] [14]
2014년 8월 Cologuard는 미국 식품의약국 (US FDA)으로부터 시판 전 승인 (premarket approval: PMA)을 받았다 [15]
2017년 8월 Exact Sciences는 유타주 솔트 레이크 시티에 본사를 둔 의료 정보 기술 회사인 Sampleminded 사를 320만 달러에 인수하였다. [16]
2018년 1월 J.P Morgan Healthcare Conference에서 Exact Sciences는 미시간주 칼라 마주와 앤아버에 기반을 둔 암 진단 개발 업체 인 Armune Bioscience를 인수했다고 발표하였다 [17]. 그 해 3 분기 재무 보고서에 따르면 Armune Bioscience 인수 가격이 1,200만 달러에 달하며 특정 마일스톤에 대한 인센티브 1,750만 달러가 추가되었다[18].
2018년 1월 Exact Sciences는 6억 9천만 달러의 전환 가능한 채권 공모를 완료했다. [19]
2018년 10월 Exact Sciences는 캘리포니아 샌디에고에 기반을 둔 시료 보존 기술 개발 업체 인 Biomatrica를 인수했다고 발표하였다 [20] [21] [22]. 재무 보고서에 따르면 구매 가격은 특정 마일스톤에 대한 추가 인센티브 2천만 달러와 함께 2천만 달러이다.
2019년 6월 Exact Sciences는 Cologuard 테스트를 확장하기 위해 169,000 평방 피트의 새로운 실험실과 창고를 열었다. [23]
2019년 7월, 최대 인수인 Exact Sciences는 캘리포니아주 레드 우드 시티에 기반을 둔 유전자 암 탐지 회사 인 Genomic Health를 28억 달러에 인수하겠다고 발표하였다 [24] [25] [26].
2020년 3월 Exact Sciences는 실험실 테스트 및 연구 개발 역량을 확장 할 애리조나주 피닉스에 본사를 둔 두 회사 인 Paradigm Diagnostics and Viomics를 인수하였다 [27].
2020년 10월 Exact Sciences는 혈액 기반 암 검진을 전문으로 하는 회사 Thrive Earlier Detection Corp. (매사추세츠주 캠브리지 소재)와 Base Genomics (영국 옥스포드 소재) 인수를 발표하였다 [28].

### 제품
2014년 8월 미국 식품의약국 (US FDA)은 대장암과 조기 대장암 의 발견을 위해 Cologuard라고 불리는 회사의 다대상 대변 DNA 스크리닝 검사 (multitarget stool DNA screening test)를 승인했다. 이 검사의 위양성율은 13%이다. 파이프라인 제품에는 식도암, 유방암, 폐암, 간암 및 췌장암 검사가 포함되어 있다.

## 파트너쉽
2009년부터 Exact Sciences는 Mayo Clinic과 현재 및 미래의 제품에 대한 협력 관계를 유지해왔다. 2009년 Exact Sciences는 Hologic과 분자탐지 플랫폼에 대한 라이센스 계약을 완료했다. 2017년 4월, Exact Sciences와 MDxHealth는 5년 간 다양한 후성 및 분자진단 응용 분야에서 기술을 공유하기로 합의했다. 2018년 8월에 Exact Sciences와 Pfizer Inc.는 2021년까지 Cologuard를 공동 홍보하기로 합의했다. Exact Sciences는 2018년 11월 Epic Systems 와 협력하여 주문 항목을 발표했다.